# Бекетова, Валентина Алексеевна
Валентина Алексеевна Бекетова (род. 1 июня 1947 года, Новосибирск) — советская и российская актриса театра. Народная артистка Российской Федерации (2012).

## Биография
Родилась 1 июня 1947 года в Новосибирске. Окончила Новосибирское театральное училище (ныне — Новосибирский государственный театральный институт).
С 1972 года работает в Томском областном театре драмы. Также играла в Томском ТЮЗе. Преподавала на актёрском курсе Томского филиала Екатеринбургского театрального института. С 1981 года руководит Литературно-художественным театром Томского государственного университета. В 1997 году получила звание «Заслуженный артист РФ»
За роли Голды в «Поминальной молитве» Г. Горина и Констанции в «Женском постоянстве» С. Моэма Валентине была вручена премия первого областного конкурса «Маска» в номинации «За лучшую женскую роль». Вторую «Маску» Валентина Алексеевна получила за работу в спектакле «Лаборатория любви». Лауреат премий фестиваля «Премьеры сезона». 
В 2012 году была удостоена звания «Народный артист РФ», а также получила премию «Человек года в Томске» в номинации «Творчество».

## Личная жизнь
Замужем за артистом томского театра драмы Вячеславом Радионовым. Есть дочь.